# 卡库莱
卡库莱（葡萄牙語：Caculé）是巴西巴伊亚州的一个市镇。总面积685.914平方公里，总人口21824人，人口密度31.8人/平方公里。